# Alcyonium glomeratum
Alcyonium glomeratum is een zachte koraalsoort uit de familie van de lederkoralen (Alcyoniidae). De koraalsoort komt uit het geslacht Alcyonium. Alcyonium glomeratum werd in 1843 voor het eerst wetenschappelijk beschreven door Hassal.

## Beschrijving
Kolonies van dit zachte koraal vertakken zich in talrijke slanke 'vingers' met een diameter van minder dan 25 mm (zonder poliepen). Meestal rood of diep oranje van kleur, zelden geelachtig. De poliepen zijn wit en elk heeft acht geveerde tentakels die de kolonie een gevederd uiterlijk geven wanneer ze worden uitgestrekt. Hoogte van de uitgebreide kolonie tot 200 mm.
Deze soort verschilt van de mediterrane Alcyonium palmatum, die op zachte substraten leeft, maar mogelijk identiek is aan Alcyonium acaule. Deze soort moet niet worden verward met dodemansduim (A. digitatum), aangezien de vingers van de laatste, indien aanwezig, altijd steviger, minder samentrekkend en meestal bleker van kleur zijn.

## Verspreiding
Dit koraal wordt gevonden aan de westkust van de Britse Eilanden, noordelijk tot westelijk Schotland en zuidelijk tot aan de Golf van Biskaje. Het is vrij gelokaliseerd, maar kan op sommige plaatsen overvloedig voorkomen. Leeft meestal op beschutte verticale rotswanden in de sublitorale zone, of in spleten, onder overhangen. Komt voor op plaatsen met weinig waterbeweging, maar meestal aan de open kust, zoals aan de lijzijde van eilanden of offshore rotsen. Mag in meer open situaties in dieper water zijn. Dieptebereik ongeveer 10-50 meter.